# 姐勒乡
姐勒乡是云南省德宏傣族景颇族自治州瑞丽市曾经下辖的一个乡，驻地在瑞丽城东北的姐勒村，傣族是乡内主要民族:1090。姐勒金塔、扎朵瀑布位于乡内。姐勒乡已于2005年撤销，辖区划归勐卯镇。

## 历史
民国12年（1923年）划为勐卯土司第三区姐勒㽘。民国23年（1934年），流官体系中为瑞丽设治局下辖的姐勒乡，土官体系仍属勐卯安抚司辖姐勒㽘。1954年成立瑞丽县姐勒区（第二区），1957年撤销。1958年瑞丽县推行人民公社化运动，改置姐东公社，1960年恢复姐勒区。1964年11月20日，勐卯镇从姐勒区中分出，升格为区级镇。1969年再次实行人民公社化，姐勒区改为姐勒公社，后更名东方红公社，1976年复名姐勒公社。1984年瑞丽县废人民公社体制，开始设区建乡体制改革，姐勒公社更名为姐勒区。1986年，瑞丽县施行区乡体制改革，姐勒区改为姐勒乡。1989年，姐勒乡划出下辖的姐告、金坎，成立副县级姐告边境贸易经济区。1992年划出团结村，成立副县级瑞丽边境经济合作区。1994年，姐勒乡的驻地从姐勒村迁至新平村。:81-832005年8月，姐勒乡撤销，辖区并入勐卯镇。:2577

## 地理
姐勒乡地处瑞丽市中部，南隔瑞丽江与缅甸相望，东接畹町镇，西邻勐秀乡、勐卯镇、户育乡和姐相乡，北部是陇川县和芒市（时称潞西市）。姐勒乡总面积183.83平方千米，有国境线25.16千米。姐勒乡东北部是山区，占全乡面积的58%；西部和中部为坝区，地势平坦，占总面积的42%。最高点户永山海拔2,019.2米，同时也是瑞丽市的最高点；最低点芒腮丙午，海拔756.7米。全乡森林覆盖率58.2%，共有耕地28,575亩，其中水田24,476亩。:105

## 行政区划
姐勒乡下辖以下地区：
芒令村、姐勒村、姐东村和勐力村。:105